# La Vera

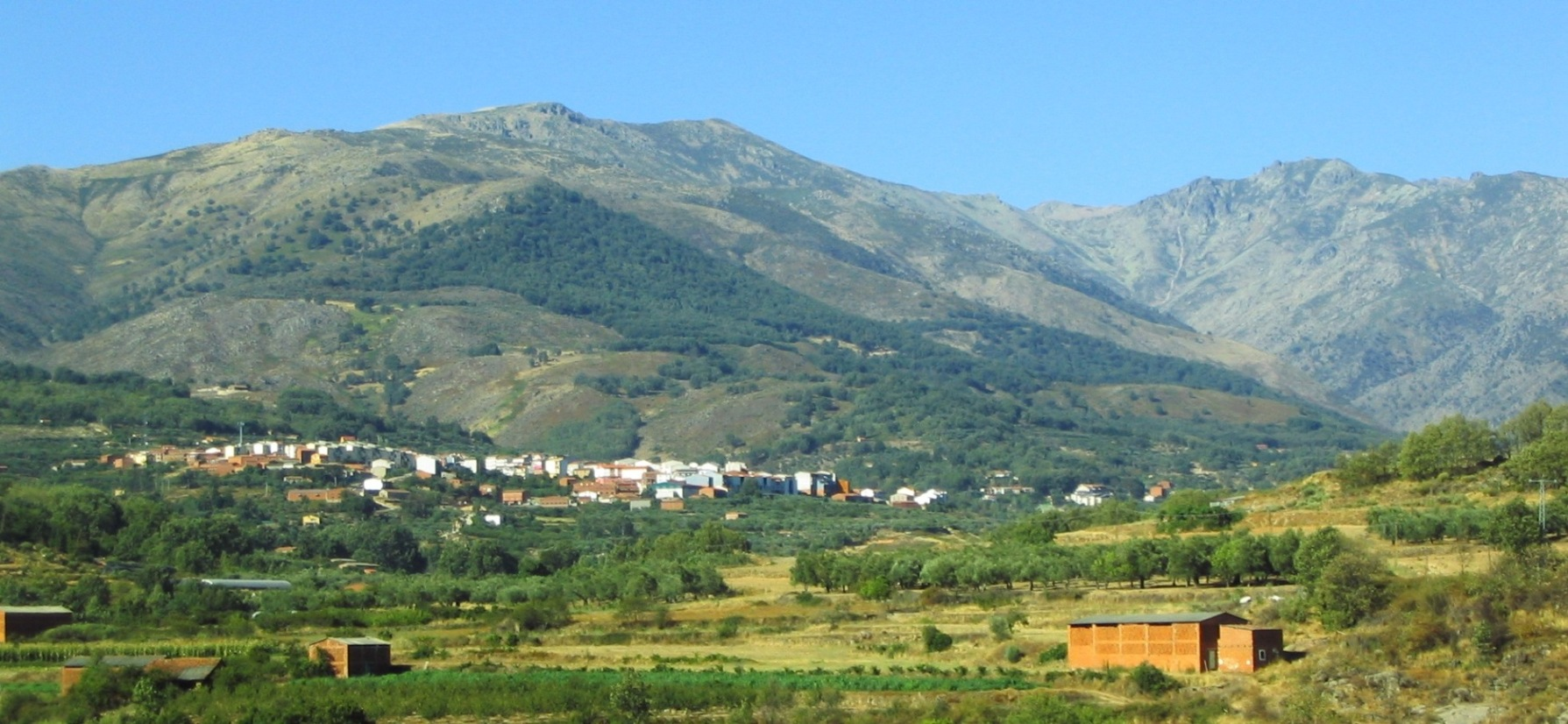
Aldeanueva de la Vera al pie de la Sierra de Gredos.

La Vera (anteriormente, La Vera de Plasencia), oficialmente la Mancomunidad Intermunicipal de la Vera, es una mancomunidad integral española situada en el noreste de la provincia de Cáceres, en Extremadura. Es considerada por diversos autores e instituciones como una comarca histórica y natural, pero no está constituida como comarca administrativa.
Tiene su origen en la sexmería de la Vera, fundada en la Edad Media como una de las tres agrupaciones rurales vinculadas a la comunidad de villa y tierra de Plasencia. Tras la caída del Antiguo Régimen, se organizó en su territorio el partido judicial de Jarandilla, que subsistió hasta finales del siglo XX. La actual mancomunidad, fundada en 1986, consta de veintiún localidades agrupadas en diecinueve municipios. La capital administrativa es Cuacos de Yuste y las principales localidades son Jaraíz de la Vera y Jarandilla de la Vera.
Limita por el noroeste con la mancomunidad extremeña del Valle del Jerte, al norte y al este con la provincia de Ávila, en la comunidad de Castilla y León, ligeramente por el por el sur con la Provincia de Toledo, al oeste con Plasencia y al sur con la mancomunidad extremeña del Campo Arañuelo. Su proximidad con Madrid y su privilegiado entorno natural han convertido la mancomunidad en un lugar cada vez más destinado a residencia de fin de semana. La mancomunidad cuenta con un destacado patrimonio histórico-artístico, pues en ella se halla el monasterio de Yuste y varias localidades conservan bien la arquitectura tradicional de la zona.
La mancomunidad se sitúa en la vertiente sur de la sierra de Gredos, circunstancia que ha determinado el clima y el medio natural característicos de este territorio. Hacia el sur de la mancomunidad se encuentra el río Tiétar en el que desembocan las gargantas y arroyos que nacen en la sierra. Su economía ha dejado de ser eminentemente agraria para dedicarse al turismo rural y de naturaleza.

## Toponimia de algunos municipios
Algunos de los nombres de los pueblos de la Vera, son de fácil etimología. Se corresponden estos con los de fundación más reciente. Dentro de este grupo estarían Villanueva o Aldeanueva, cuya fundación es altomedival o posterior, y que en castellano indican que, frente a los otros, son más modernos.
Cuatro pueblos también altomedievales poseen nombres geográficos: 
- Valverde de la Vera: valle verde.
- Garganta la Olla: referente a la garganta de la Olla.
- Cuacos de Yuste: hasta 1976 se denominó Cuacos de la Vera. Este posiblemente deriva de Cuencos de la Vera, en relación con los vallecitos en los que está asentado, y cuya etimología se relaciona con el de la Olla.
- Robledillo de la Vera: bosque de robles.

Más interesantes son los nombres de los pueblos de origen prerromano. En este grupo tenemos:
- Jaraíz de la Vera: está documentado en época andalusí el nombre idioma árabe Harā'ith حرائث, que significa 'campos labrados' y del que procede el nombre actual.[4] Se han propuesto varias etimologías alternativas no documentadas, como Jaran-Iz, Valle de Iz o quizás se trate de la declinación itz también presente en el vasco[cita requerida], y que indica lugar. De ser así el origen inicial pudiera ser Xaranitz, que sería "del valle"[cita requerida].

- Jarandilla de la Vera: Xarandiella, en la Edad Media, que significaría pequeño lugar del valle, ya que Xaran-Jaran-Harán, en vasco y otras lenguas prerromanas españolas significa Valle-Ribera de río. [cita requerida]
- Pasarón de la Vera: En el mismo grupo tenemos a Pasarón de la Vera, que contrariamente a la teoría de Paxarón, como pájaro grande, significaría Pas-Aran, o Valle del Pas o paso, muy posiblemente debido a ser el paso de la Vera al Valle del Jerte. [cita requerida]

Estas tres localidades están documentadas desde la Edad Antigua.

## Clima
El clima de La Vera tiene una marcada influencia atlántica que causa abundantes precipitaciones en los meses de otoño-invierno. Por su parte, las temperaturas máximas y mínimas son más suaves de lo que correspondería a su latitud, este hecho es debido en gran medida a la sierra de Gredos que en invierno abriga de los vientos del norte y, en verano, refresca la fuerte insolación diurna con suaves brisas que fluyen de la montaña al valle, efecto meteorológico conocido como Brisas de montaña y Brisas de valle.

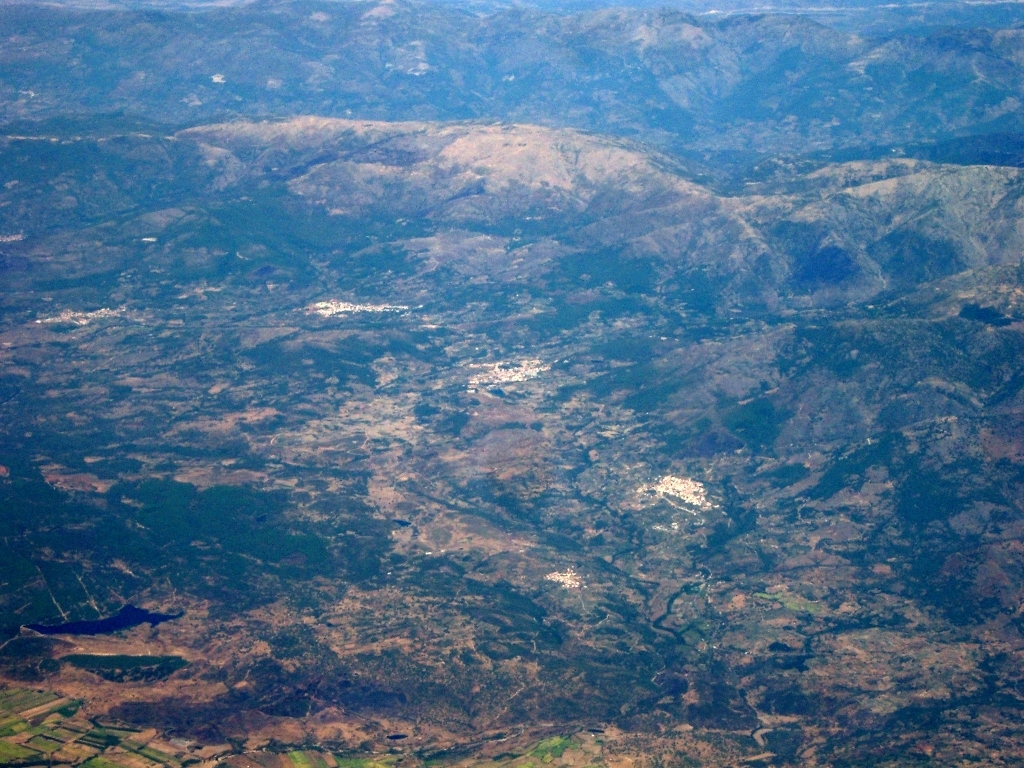
Vista aérea de La Vera.

## Gargantas y zonas de baño
La Vera es famosa por contar con una gran diversidad de flora y fauna. Ello es debido, entre otros factores, a la situación geográfica y el clima, así como, a la abundancia de arroyos y gargantas. Estos transportan el agua procedente del deshielo de las cumbres de la Sierra de Tormantos, hasta el río Tiétar, donde todas desembocan. A ese respecto, la mancomunidad cuenta con 46 gargantas. Las más importantes son las del municipio de Garganta la Olla, así como las de Alardos, Minchones, Gualtaminos, Cuartos, Jaranda y Pedro Chate. En su recorrido alguna de ellas cuentan con bellos puentes romanos o medievales.

### El Lago deJaraíz
La buena calidad de las aguas la hace propicia para el baño durante el estío. Es por ello por lo que la mayoría de gargantas se convierten en verano en improvisadas piscinas naturales. Una de las más conocidas es la citada como El Lago de Jaraíz. Este es un lago natural que se forma en el cauce de la garganta Pedro Chate. Sus aguas son muy frías durante todo el año, por lo que solo se recomienda bañarse en el estío. Este lugar fue remodelado y cuenta con una zona de bar-restaurante para disfrute de los visitantes. Es una gran zona turística, pues supone el lago de agua dulce más importante de la provincia. También, es una buena zona para los aficionados de la pesca de la trucha. Las infraestructuras en comunicaciones han sido mejoradas este último año (2016-17) contando con dos entradas desde la EX-203.

## Administración
La mancomunidad se formó con el objetivo de gestionar de manera conjunta una gran cantidad de obras y servicios tales como los de recogida de basura y residuos sólidos, asesoramiento urbanístico, mantenimiento de infraestructuras y gestión del parque de maquinaria, fomento del turismo, promoción, animación y gestión cultural y del deporte, promoción del desarrollo rural y conservación y mejora del medio ambiente, gestión para la mejora socio-sanitaria de la zona, conservación del patrimonio cultural, histórico y artístico, asesoramiento y promoción de la mujer, protección civil y prevención y extinción de incendios, promoción e implantación de nuevas tecnologías, asesoramiento e inserción laboral así como prevención de riesgos laborales y promoción empresarial.

## Organización territorial
La Vera está compuesta de 19 municipios. Cada uno de ellos está formado por una sola localidad, excepto Collado de la Vera que incluye a la localidad de Vega de Mesillas y Tejeda de Tiétar que incluye a la entidad local menor de Valdeíñigos de Tiétar.
| Nombre oficial                            | Población (2017) | Superficie (km²) | Densidad (hab./km²) | Nombre tradicional no oficial        |
| ----------------------------------------- | ---------------- | ---------------- | ------------------- | ------------------------------------ |
| Aldeanueva de la Vera                     | 2114             | 37.6             | 56,22               | Aldeanueva / Aldeanueva de la Vera   |
| Arroyomolinos de la Vera                  | 452              | 23.19            | 19,49               | Arroyomolinos                        |
| Collado de la Vera                        | 203              | 44.94            | 4,52                | Collao                               |
| Cuacos de Yuste (capital administrativa)  | 850              | 52.63            | 16,15               | Cuacos                               |
| Garganta la Olla                          | 998              | 48               | 20,79               | Garganta / Garganta la Olla          |
| Gargüera de la Vera                       | 133              | 52               | 2,56                | Gargüera / Gargüera de la Vera       |
| Guijo de Santa Bárbara                    | 407              | 35.1             | 11,6                | El Guijo                             |
| Jaraíz de la Vera (municipio más poblado) | 6514             | 62.52            | 104,19              | Jaraíz                               |
| Jarandilla de la Vera                     | 2883             | 61.51            | 46,87               | Jarandilla                           |
| Losar de la Vera                          | 2792             | 82               | 34,05               | Losar                                |
| Madrigal de la Vera                       | 1603             | 42               | 38,17               | Madrigal                             |
| Pasarón de la Vera                        | 653              | 38.97            | 16,76               | Pasarón                              |
| Robledillo de la Vera                     | 284              | 12.83            | 22,14               | Robreillo                            |
| Talaveruela de la Vera                    | 325              | 21.34            | 15,23               | Talaveruela / Talaveruela de la Vera |
| Tejeda de Tiétar                          | 802              | 52.83            | 15,18               | Tejea                                |
| Torremenga                                | 625              | 12               | 52,08               | Torromenga                           |
| Valverde de la Vera                       | 485              | 47               | 10,32               | Valverde                             |
| Viandar de la Vera                        | 233              | 28               | 8,32                | Viandar                              |
| Villanueva de la Vera                     | 2082             | 132              | 15,77               | Villanueva                           |
| TOTAL                                     | 24 438           | 888              | 27,52               | La Vera de Plasencia                 |

## Infraestructuras y transportes

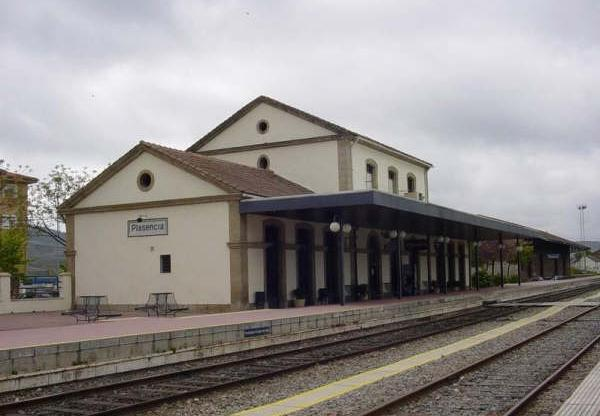
Estación de tren de Plasencia.

### Ferrocarril
A pesar de los intentos durante el siglo XIX, no hay ninguna línea de ferrocarril que pase por La Vera. Las estaciones más cercanas son las de Navalmoral de la Mata y Plasencia. Estas localidades también serán paradas en la futura Línea de AVE Madrid-Extremadura.